# بعثة ميكونغ الاستكشافية 1866-1868

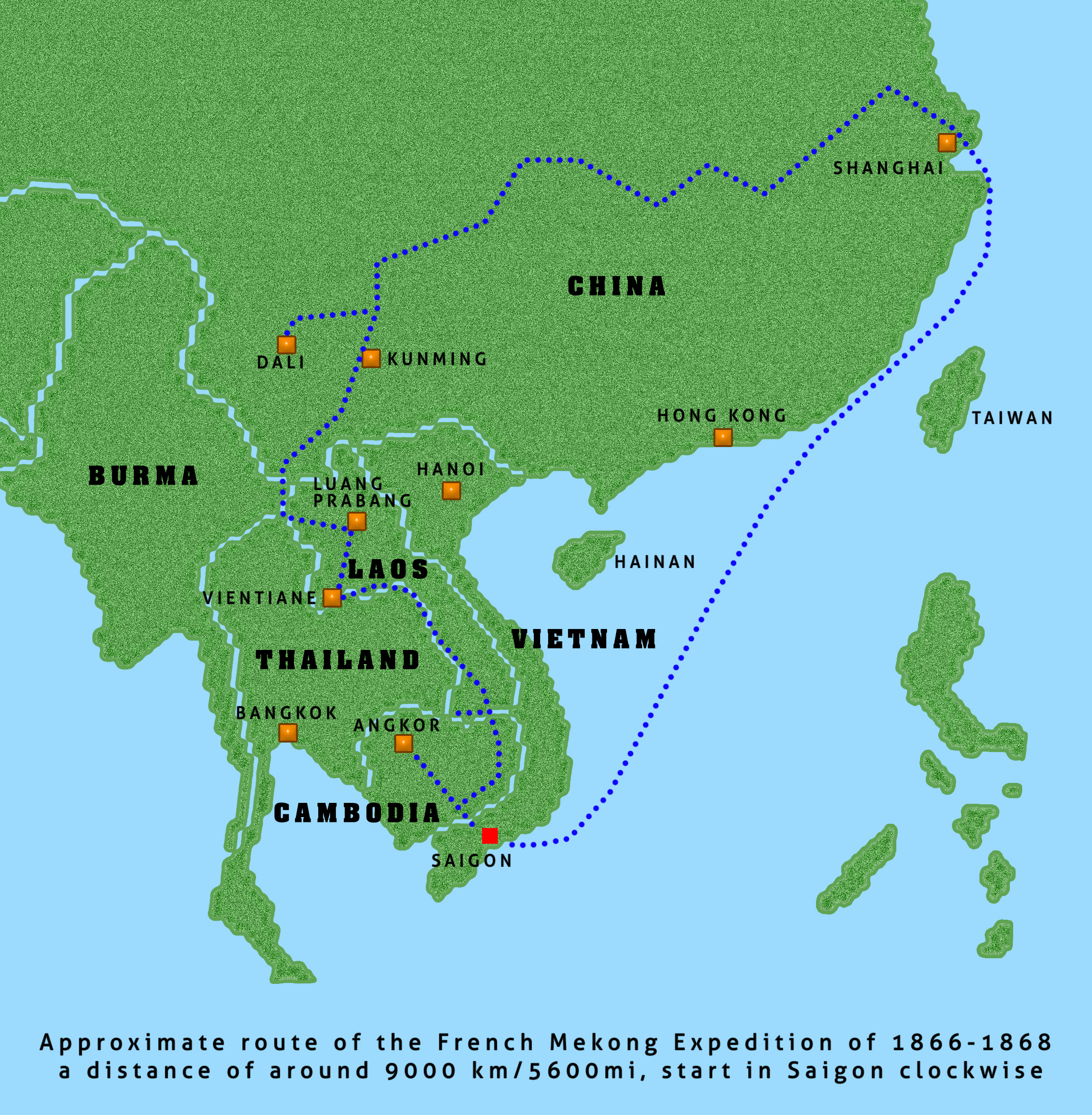
المسار التقريبي للبعثة الفرنسية لنهر ميكونغ في الفترة من 1866 إلى 1868

بعثة ميكونغ 1866-1868 هي رحلة بحرية استكشافية خططها مجموعة من الضباط الاستعماريين الفرنسيين وروجوا لها وانطلقت بقيادة النقيب إرنست دودار دي لاغري، وهي كذلك بعثة علمية توجهت إلى نهر ميكونغ نيابة عن السلطات الاستعمارية الفرنسية في كوشينشينا. هدفت البعثة في المقام الأول إلى تقييم استيعاب النهر للملاحة من أجل ربط منطقة الدلتا وميناء سايغون بثروات جنوب الصين ومملكة راتاناكوسين (تايلاند الحديثة)، فضلًا عن التوثيق العلمي ورسم الخرائط ومهمة التثقيف. تطلع الفرنسيون إلى تحويل سايغون إلى مركز تجاري ناجح كما هو الحال في شنغهاي الخاضعة لسيطرة بريطانيا عند مصب نهر يانغتسي.
خلال القرن التاسع عشر، كان للمنافسات الجغرافية الاستراتيجية الأنجلو-فرنسية أثر كبير على الأهداف السياسية، أي توطيد الممتلكات الاستعمارية الفرنسية وتوسيعها، واحتواء مستعمرة بورما العليا في بريطانيا، وقمع التدخل الاقتصادي البريطاني في شبه قارة جنوب شرق آسيا.
خلال عامين، قطعت البعثة، التي أصبحت تُعرف باسم بعثة ميكونغ الاستكشافية، نحو 9,000 كم (5,600 ميل) من سايغون عبر فيتنام في القرن التاسع عشر وكمبوديا ولاوس وتايلاند وميانمار إلى مقاطعة يونان الصينية وصولًا إلى شنغهاي، ورُسمت خرائط لأكثر من 5,800 كم (3,600 ميل) من التضاريس غير المعروفة سابقًا. على الرغم من الدلالات السياسية والاقتصادية التي اقترنت بالبعثة التي أعقبت فترة طويلة من عصر الاكتشاف الكلاسيكي وخيبة الأمل بشأن عدم ملاءمة النهر ليكون طريقًا تجاريًا سريعًا، حظيت الحملة بأعلى قدر من الإشادة بين العلماء، ولا سيما الجمعية الجغرافية الملكية في لندن و«تحتل مكانة خاصة في سجلات الاكتشاف الأوروبية» باعتبارها أول اكتشاف للأوروبيين لمنطقة وادي ميكونغ وشعبها وجنوب الصين.

## خلفية
عقب تخفيف حصار سايغون، أعلن الأدميرال ليونارد تشارنر ضم ثلاث مقاطعات من كوشينشينا إلى الإمبراطورية الفرنسية رسميًا في 31 يوليو 1861. يُعتبر هذا الحدث بداية الحقبة الاستعمارية الفرنسية في جنوب شرق آسيا، يليه تأسيس كوشينشينا الفرنسية في عام 1862 والمحمية الفرنسية في كمبوديا في عام 1863.
بقيت أفكار الحكومة في باريس أكثر واقعية بشأن عمليات الاستحواذ هذه والتي استمدتها من معظم الرواد الاستعماريين، إذ أصبح من الجلي أن كوتشينشينا «ليست بتلك الأهمية المتصورة في الإمبراطورية الاستعمارية الفرنسية». بل أصبحت بالأحرى مسؤولية تقع على عاتق فرنسا وبدأت وزارة المستعمرات في التفكير بالتراجع، بناءً على تقارير العلماء في الهند الصينية الفرنسية الذين رصدوا نجاح سايغون التجاري ضد سنغافورة البريطانية وشنغهاي. على النقيض من الاستنتاجات الرسمية، شجعت التجارة المربحة لهذين الميناءين والروابط الاقتصادية مع الصين عبر نهر اليانغتسي المجتمع الاستعماري الفرنسي في سايغون على تسريع عملية دراسة نهر ميكونغ.
منذ عام 1857، صوت العديد من الضباط الاستعماريين لصالح المهمة «في الأراضي المجهولة شمال دلتا ميكونغ»، بذريعة أن «حكومتهم قللت من أهمية مثل هذه الحملة لاستمرار القوة الاستعمارية الفرنسية». اعتُبر غزو شمال فيتنام واستعمارها وإنشاء طريق تجاري إلى الصين خاضع لسيطرة فرنسا فقط أهدافًا ضرورية، فمن شأن الإمبراطورية الصينية الواسعة بسوقها الهائل أن تصبح مصدرًا محتملًا لفرصة تجارية عظيمة. كتب فرنسيس غارنييه، أكثر المؤيدين المتحمسين للبعثة، «لفترة طويلة كانت نظرة المستعمر مدفوعة بفضول وصبر محدود تجاه الداخل الهندي الصيني الذي كان يكتنفه لغز كبير».  أشار لويس دي كارني، أصغر عضو في البعثة، إلى الأمور المجهولة بقوله: «يبدأ الشك على بعد درجتين من سايغون، ويتمثل بالرسوم البيانية غير الدقيقة للنهر العظيم.»
اعتُبرت حملة سابقة، انطلقت بقيادة ضابط الجيش البريطاني النقيب ماكليود في بورما في عام 1837، دليلًا على التنافس والطموح البريطانيين، إذ قطعت الحملة نهر سالوين على طول الحدود إلى تايلند. انتهت مهمة ماكليود بسبب رفض السلطات الصينية السماح له بالمرور عبر الأراضي الخاضعة لسيطرة الصين. على الرغم من عدم نجاحه، أشعل الحدث مخاوف الفرنسيين من أن يوشك البريطانيون على الفوز بالسباق وإغلاق التجارة الصينية أمام الفرنسيين.
جادل بعض المؤرخين، كالمؤلف الهولندي بوسماكر بأن مثل هذه التعهدات الاستعمارية الفرنسية وعمليات الاستحواذ في المنطقة كانت مجرد ردود فعل أو تدابير مضادة ضد الاستراتيجية الجغرافية البريطانية والهيمنة الاقتصادية. «بالنسبة للبريطانيين، كان من الجلي محاولة الفرنسيين الحد من التوسع البريطاني في الهند والصين من خلال إدخال أنفسهم إلى الهند الصينية. كان هذا التوسع مصحوبًا بأمل أن تثبت صلاحية نهر ميكونغ للملاحة إلى الحدود الصينية، ما سيفتح أبواب السوق الصينية الهائلة أمام السلع الصناعية الفرنسية.»

## المهمة
يقدم المؤلف جون كي صورة واضحة عن الأطراف التي غادرت في البعثة الاستكشافية في كتابه الذي يحمل عنوان «بعثة ميكونغ الاستكشافية 1866-1868: المنافسة الأنجلو-فرنسية في جنوب شرق آسيا»: «في 5 يونيو 1866، انطلقت البعثة من شاطئ سايغون في زورقين حربيين صغيرين يعملان بالبخار، ومحملان بالكثير من الخمور والدقيق والبنادق والسلع التجارية، بالإضافة إلى جميع المظاهر التي تدل على أنها بعثة علمية كبرى، وتوجهت إلى أعلى النهر حيث المنطقة الخضراء الكبيرة غير المعروفة».

### في كمبوديا
عند توجه البعثة إلى بحيرة تونلي ساب، كانت محطتها الأولى هي الآثار القديمة لمدينة أنغكور، والتي وصفها المستكسف هنري موهوت لأول مرة في كتيبه الذي نشره في عام 1861. كانت أنقاض المعبد، «أحد المعالم البارزة التي وجدها أعضاء البعثة، تمثل نقطة مهمة لإحياء ذكرى البعثة، إذ أدى الاكتشاف إلى إثارة الشكوك حول احتمال وجود حضارة قديمة مكتشفة حديثًا في الشرق الأقصى».
سرعان ما بدأت الآمال تضمحل بعد أن غادرت البعثة أنقاض المعبد، إذ وصل الرجال بعد أيام قليلة فقط إلى منحدرات سامبور في أعلى مجرى كريتي وبريباتانغ وشلالات خون في جنوب لاوس، حيث ينقسم النهر في جزر سي فان دون إلى العديد من القنوات ذات المنحدرات الهائلة والشلالات والتيارات الوعرة.